# Max Thurn (Ökonom)
Max Thurn (geboren als Max Graf Thurn-Valsassina 5. Dezember 1910 in Wien, Österreich-Ungarn; gestorben 29. Juni 1991 in Wien) war ein österreichischer Ökonom. 

## Leben
Max Thurn war ein Sohn des Franz Graf Thurn-Valsassina und der Elsa Gräfin von Lützow, er hatte drei Geschwister. Mit dem Adelsaufhebungsgesetz 1919 der Republik Österreich verlor Thurn das Recht, seinen Grafentitel zu führen. 
Thurn besuchte die Volksschule in Zwettl und das humanistische Gymnasium in Kalksburg. Er studierte ab 1928 zwei Jahre Ökonomie an der Universität Oxford mit einem Diploma of political economics. Danach studierte er Betriebswirtschaft an der Universität Köln und machte 1933 die Prüfung zum Diplomkaufmann. Das Studium der Volkswirtschaft in Köln bei Erwin von Beckerath und Alfred Müller-Armack schloss er 1935 mit der Promotion ab. Anschließend war er als Sekretär bei der Vereinigung österreichischer Industrieller in Wien angestellt. 
Nach dem Anschluss Österreichs emigrierte Thurn, der katholischer Konfession war, 1939 nach Argentinien, wo er Beschäftigung in der Wirtschaft fand. Thurn engagierte sich in der Emigrantenorganisation Comité Austríaco, dem sowohl konservativ-katholische als auch linksgerichtete Emigranten angehörten. Er heiratete 1946 in Buenos Aires Margarita Zorraquin-Ybarguren, sie hatten drei Kinder.
Thurn kehrte 1950 zurück nach Österreich und war von 1951 an bis zum Altersruhestand Beamter im Österreichischen Finanzministerium. Er war zunächst Pressereferent, dann von 1956 bis 1960 abgesandtes Mitglied im Direktorium der Weltbank. Ab 1962 wirkte er als Konsulent beim Wirtschaftsministerium in Zaire, danach im Jahr 1967 Berater in Laos, ab 1968 wieder in Wien als Ministerialrat.
Thurn wurde 1969 mit dem Ehrenzeichen für Verdienste um die Republik Österreich ausgezeichnet.

## Schriften (Auswahl)

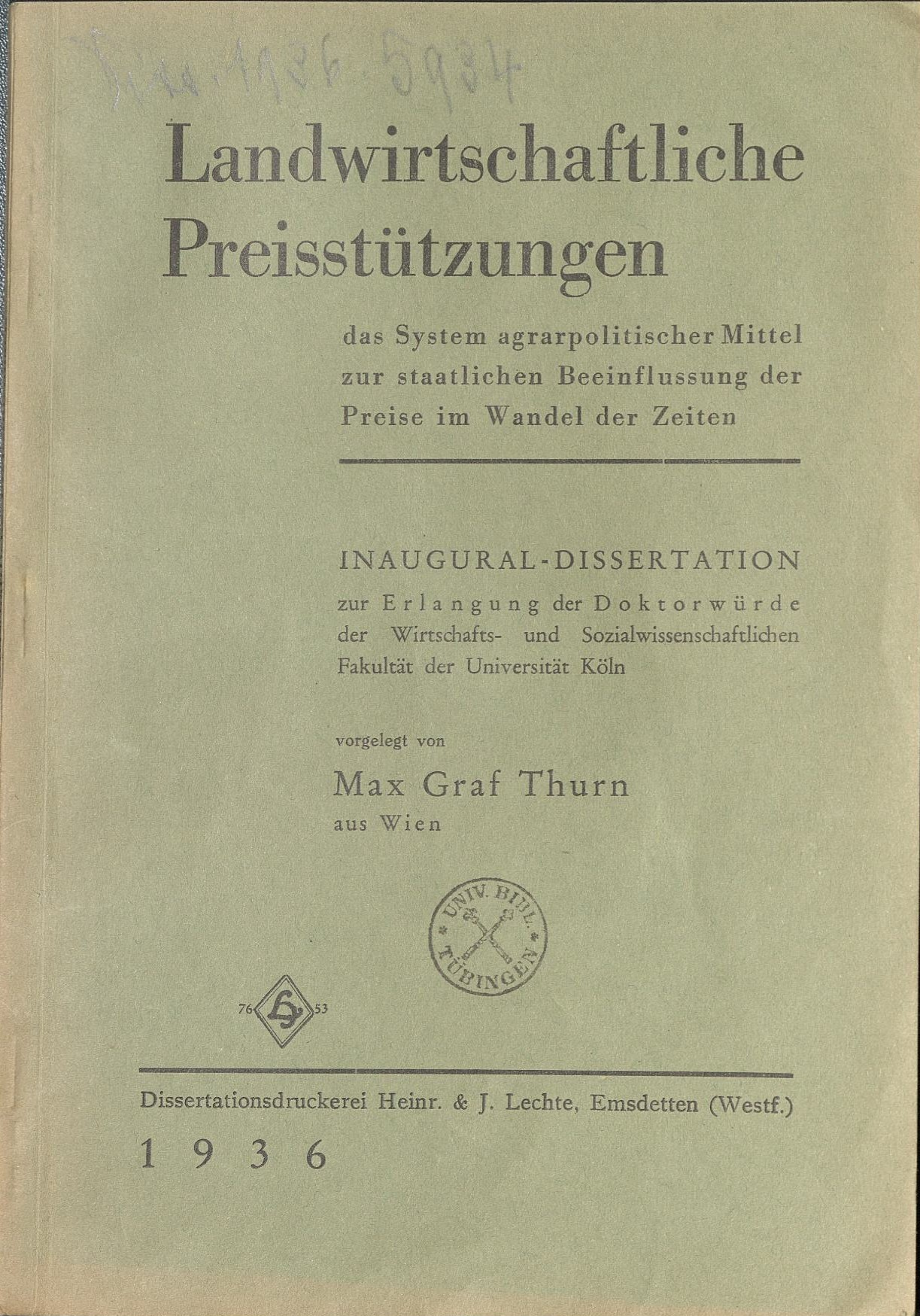
Dissertation (1936)

- Landwirtschaftliche Preisstützungen, das System agrarpolitischer Mittel zur staatlichen Beeinflussung der Preise im Wandel der Zeiten. Emsdetten : Lechte, 1936
- Amerika, hast du es wirklich besser. Wien : Prachner, 1960
- Die Weltbank. Wien : Verl. f. Geschichte u. Politik, 1961
- Probleme des wirtschaftlichen Wachstums. Wien : Verl. f. Geschichte u. Politik, 1962
- Afrika, wann wirst du es besser haben?. Wien : Prachner, 1964